# Tour des Mauges
Ne doit pas être confondu avec Tour des Maures.
Le Tour des Mauges est une course cycliste française disputée dans la région naturelle des Mauges, en plein cœur du Maine-et-Loire. Créée en 1976, cette compétition est organisée par le Beaupréau Vélo Sport,. Elle fait partie du calendrier régional de la Fédération française de cyclisme.

## Histoire
De 1977 à 1999, la course se déroule sous le titre de Trois Jours des Mauges. 
L'édition 2020 est annulée en raison de la pandémie de Covid-19. En 2021, les organisateurs décident de raccourcir l'épreuve à une journée, mais elle est finalement reportée à une date ultérieure, une nouvelle fois à cause du contexte sanitaire.

## Palmarès
| Année                  | Vainqueur               | Deuxième                  | Troisième             |        |
| ---------------------- | ----------------------- | ------------------------- | --------------------- | ------ |
| Tour des Mauges        |                         |                           |                       |        |
| 1976                   | Jean-Claude Largeau     | Jean-Louis Bouhier        | Étienne Bouhiron      |        |
| Trois Jours des Mauges |                         |                           |                       |        |
| 1977                   | Michel Pitard           | Jean-François Mainguenaud | Laurent Guédon        |        |
| 1978                   | Christian Marais        | Jean-Claude Largeau       | Philippe Denié        |        |
| 1979                   | Michel Larpe            | Dominique Delanoë         | Michel Pitard         |        |
| 1980                   | Michel Pitard           | Jean-Maurice Charrier     | Jean-Luc Bouligand    |        |
| 1981                   | Charles Turlet          | Pascal Chaumet            | Francis Duteil        |        |
| 1982                   | Jacky Bobin             | Jean-Jacques Szkolnik     | Patrick André         |        |
| 1983                   | Dominique Le Bon        | Jean-Claude Ronc          | Michel Jean           |        |
| 1984                   | Jean-Louis Bouhier      | René Bajan                | Gilbert Lagarde       |        |
| 1985                   | Christophe Le Montagner | Gaëtan Leray              | Nicolas Dubois        |        |
| 1986                   | Philippe Tranvaux       | Christophe Le Montagner   | Jean-Claude Laskowski |        |
| 1987                   | Daniel Neff             | Alain Ignace              | Jean-Louis Conan      |        |
| 1988                   | Thierry Dupuy           | Alain Cessat              | Denis Moran           |        |
| 1989                   | Dominique Lardin        | Pascal Rota               | Claude Moreau         |        |
| 1990                   | Denis Leproux           | Matthew Bazzano           | Jean-Jacques Lamour   |        |
| 1991                   | Jean-Luc Masdupuy       | René Taillandier          | Philippe Jamin        |        |
| 1992                   | Jean-Philippe Rouxel    | Philippe Botherel         | Marty Jemison         |        |
| 1993                   | Thierry Bricaud         | Christian Blanchard       | Jean-Yann Daireaux    |        |
| 1994                   | Philippe Jamin          | Éric Macret               | Walter Bénéteau       |        |
| 1995                   | Christophe Thébault     | Dominique Terrier         | Samuel Plouhinec      |        |
| 1996                   | Jean-Philippe Duracka   | Jacek Bodyk               | Yvan Frebert          |        |
| 1997                   | Jean-Pierre Bourgeot    | Éric Potiron              | Tony Jousset          |        |
| 1998                   | Philippe Mauduit        | Jean-Michel Tessier       | Christian Blanchard   |        |
| 1999                   | Sébastien Lépine        | Koen Dierckx              | Yuriy Krivtsov        |        |
| Tour des Mauges        |                         |                           |                       |        |
| 2000                   | Emmanuel Mallet         | Koen Dierckx              | Franck Charrier       |        |
| 2001                   | Sébastien Duclos        | Fabrice Angenard          | Vincent Freulon       |        |
| 2002                   | Jacek Morajko           | René Taillandier          | Anthony Graffin       |        |
| 2003                   | Jérôme Beaufreton       | Herman Conan              | Yohan Poirier         |        |
| 2004                   | Anthony Supiot          | Jean-Christophe Currit    | Romain Paillard       |        |
| 2005                   | Mickaël Verger          | Florian Joalleau          | Cédric Lucasseau      |        |
| 2006                   | annulé                  | annulé                    | annulé                | annulé |
| 2007                   | Samuel Ardouin          | Arnaud Molmy              | Vincent Brunelot      |        |
| 2008                   | Mickaël Verger          | Nicolas Sécher            | Edwin Nicolson        |        |
| 2009                   | Stefan Kushlev          | Maxime Le Montagner       | Freddy Ravaleu        |        |
| 2010                   | Romain Cardis           | Romain Marchand           | Christophe Launay     |        |
| 2011                   | Clément Chevrier        | Frédéric Lubach           | Florian Hervo         |        |
| 2012                   | Franck Charrier         | Luc Tellier               | Pierre Latour         |        |
| 2013                   | Samuel Plouhinec        | Romain Marchand           | Freddie Guilloux      |        |
| 2014                   | Axel Journiaux          | Antoine Leplingard        | David Michaud         |        |
| 2015                   | Ludovic Poilvet         | Élie Gesbert              | Romain Chaudoy        |        |
| 2016,                  | Aurélien Daniel         | Ivan Gicquiau             | Alexandre Caudoux     |        |
| 2017                   | Thibault Guernalec      | Luc Tellier               | Antoine Leplingard    |        |
| 2018,                  | Alexandre Billon        | Maxime Pasturel           | Kévin Fouache         |        |
| 2019,                  | Maxime Dransart         | Alexandre Caudoux         | Luc Tellier           |        |
| 2020                   | annulé                  | annulé                    | annulé                | annulé |
| 2021                   | Florian Rapiteau        | Baptiste Constantin       | Alexy Fouquet         |        |
| 2022                   | Fabien Schmidt          | Antoine Boissière         | Guillaume Gerbaud     |        |
| 2023                   | Gabriel Peyencet        | Yannick Martinez          | Johan Le Bon          |        |
| 2024                   | Léo-Paul Jamin          | Corentin Loridan          | Louis Allain          |        |
| 2025                   | Max Krasinski           | Dorian Piquet             | Léo David             |        |